# Гатка

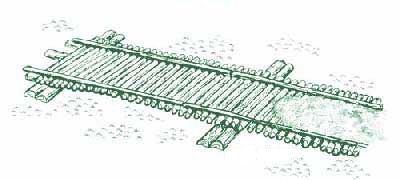
Гатка

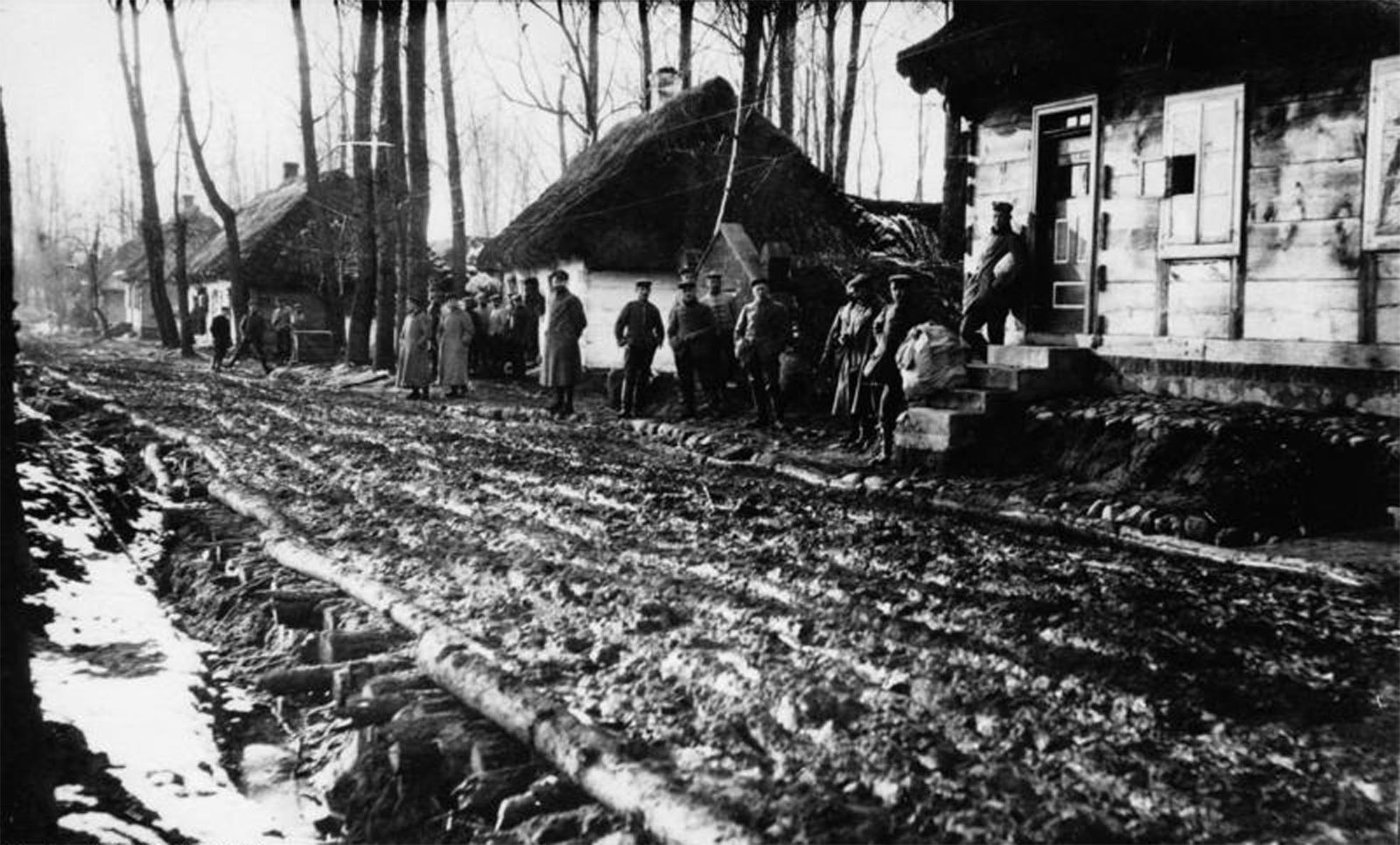
Німецькі вояки і простелена гатка в поліському селі, 1918

Га́тка, також гать — тип дороги, утворений складанням отесаних стовбурів перпендикулярно напрямку руху і засипанням їх піском. Зручний спосіб зробити прохідними болотисті, заболочені чи низинні ділянки. Недоліком є те, що навіть у найкращому випадку така дорога є небезпечною для коней через хисткість круглих стовбурів.
Цей тип дороги придумали в часи Римської імперії. Відомо використання гаток близько 4000 років до н. е. в Ґластонбері, Англія. Відрізняється від брускової дороги, для спорудження якої використовують тесані дошки. Що робить дорогу рівнішою і безпечнішою.
Гаті можуть використовуватись як фундамент для іншого покриття. Якщо бруси-стовбури закопані у вологому, кислому, анаеробному ґрунті, наприклад у торфі чи торф'яному болоті, то вони не розкладаються протягом тривалого часу. Кілька таких доріг, датованих початком 20 століття, досі існує в США.
У Словарі української мови Б. Д. Грінченка гатка описується під назвою накі́т: вона складалася з брусів (лаґунів), покритих згори дошками (мостницями).

## Використання в історії
Гатки широко використовувались під час Громадянської війни у США у рейді Шермана через Кароліни і у Другій світовій війні як німецькими так і радянськими військами на східному фронті.
У воєнні часи гатки часто використовувалися як невідкладний засіб для покращення прохідності низько-прохідних ділянок шляху пошкоджених проходженням великої кількості транспортних засобів чи військ.

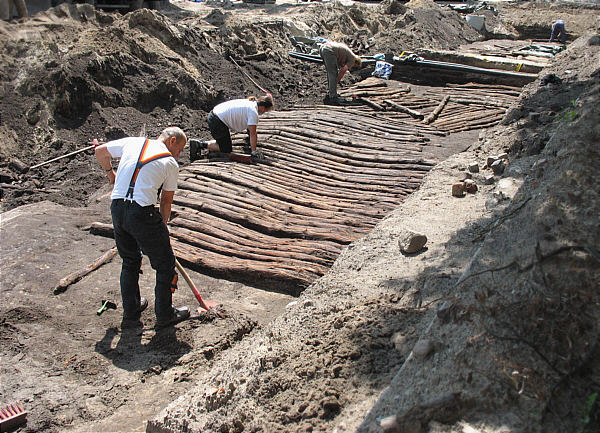
Розкопки гаті XVI століття в Оранієнбурзі, Німеччина
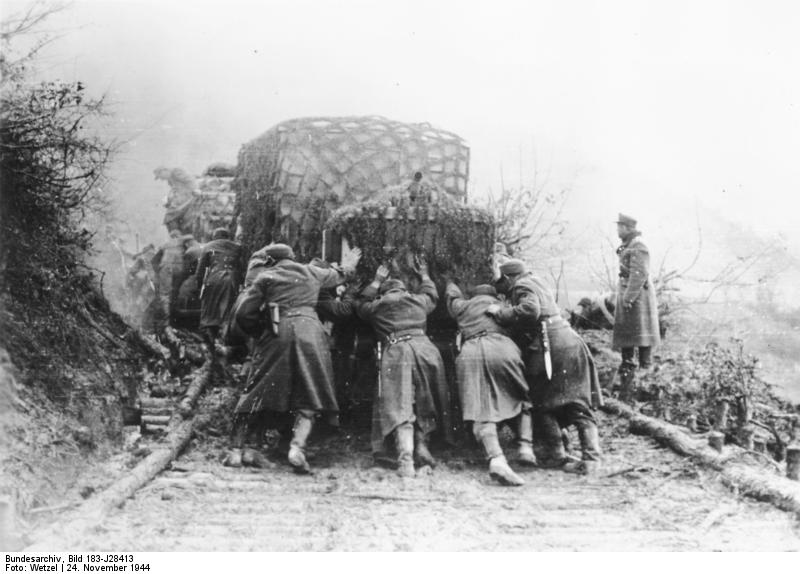
Німецька армія в Югославії (1944).
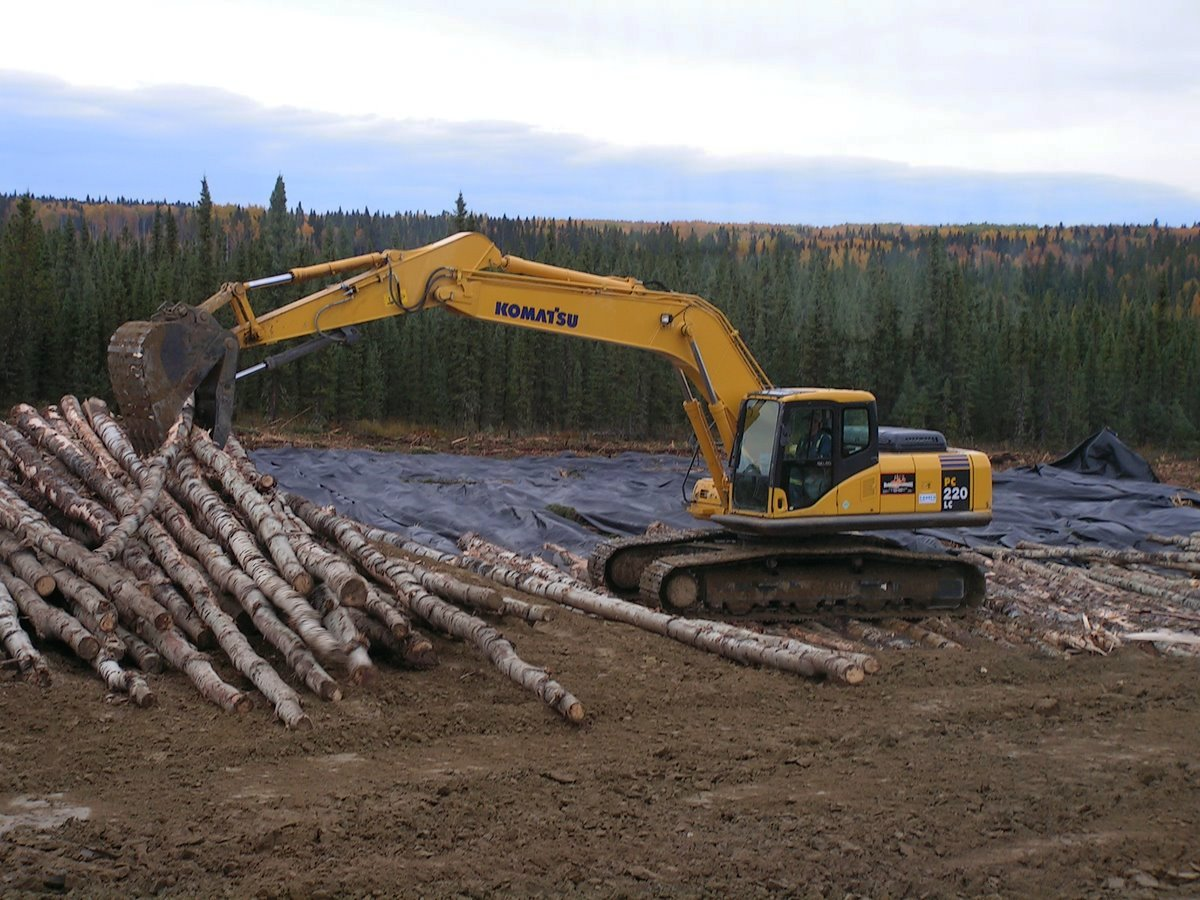
Гусеничний екскаватор складає стовбури на торф'яному болоті біля Рокі Маунтн Хаус, Альберта